# Monte Tendre
Il monte Tendre è una montagna appartenente al Massiccio del Giura, di cui rappresenta la cima più alta in territorio svizzero. Situata nel canton Vaud, nel comune di Montricher, è inoltre la più alta vetta svizzera al di fuori delle Alpi: raggiunge i 1679 m s.l.m. . Dal punto più elevato del monte, raggiungibile tramite sentieri di cresta, si possono ammirare il lago di Joux, il Lemano e quello di Neuchâtel.
È costituita da calcari del Giurassico superiore. Si trova sulla stessa anticlinale del monte Le Noirmont. Sui versanti del rilievo si trovano campi solcati e numerose doline.